# Shanghai Disney Resort
Shanghai Disney Resort est un complexe de loisirs de la Walt Disney Company, sixième de par le monde et second en Chine. Il est situé dans la ville nouvelle de Chuansha, dans le district de Pudong, à Shanghai. Le complexe est détenu par la Walt Disney Company et par Shanghai Shendi Group, une société d'investissement de l'état chinois regroupant trois organismes de développement.
Le complexe s'étend sur 1 425 hectares, et comprend le parc Disneyland, un lac artificiel, les deux hôtels Shanghai Disneyland Hotel et Toy Story Hotel, ainsi qu'un « village » de restaurants et de boutiques.

## Historique

### 2006 à 2016: Les étapes du projet
La possibilité de construire ce second parc en Chine avait déjà été évoquée antérieurement à l'ouverture de Hong Kong Disneyland, en 2005. Jay Rasulo, directeur de la division Walt Disney Parks and Resorts, avait déclaré le 23 septembre 2004 : « je suis convaincu qu'il existe un marché plus au nord en Chine pour un deuxième Disneyland ». Le 26 juin 2006, George J. Mitchell a confirmé être en pourparlers avec les officiels de la ville de Shanghai pour la construction d'un second parc en Chine qui, d'après lui, n'aurait pas d'influence sur la fréquentation de celui de Hong Kong. Des rumeurs plus précises apparaissent le 11 août 2006, il serait quatre fois plus grand que celui de Hong Kong et budgété à hauteur de 3,75 milliards de $, avec une ouverture prévue initialement pour 2013, après l'exposition universelle.
Le 10 janvier 2009, Disney officialise le Shanghai Disneyland en annonçant avoir fait une proposition de construction au gouvernement chinois. Cette proposition comprend plusieurs éléments dont la demande par la municipalité de Shanghai au gouvernement central l'autorisation d'ouvrir un nouveau complexe Disney. Le 21 septembre 2009, le China Security Journal annonce que le projet est toujours en négociation. Le 3 novembre 2009, Disney a annoncé l'approbation du projet par le gouvernement chinois. 
Le 6 juillet 2010, le journal China Business News annonce le début des travaux pour novembre 2010, après la levée le 31 octobre de la suspension des travaux en raison de l'Exposition universelle de 2010,. Le projet prévoit un budget de 3,6 milliards de dollars. Le 7 novembre 2010, Disney annonce la signature d'un contrat avec le Shanghai Shendi Group pour le développement du parc, confirmant des révélations de l'agence officielle Xinhua publiées le 5 novembre. Ce groupe totalement détenu par le gouvernement chinois est une coentreprise regroupant 3 sociétés : le Shanghai Lujiazui Group, la Shanghai Radio, Film and Television Development Company et la Jinjiang International Group Holding Company. Le groupe comprend deux filiales la Shanghai Shendi Tourism and Resort Development Company pour développer le tourisme et les hôtels et la Shanghai Shendi Construction Company pour la partie construction. En choisissant un emplacement au sud du district de Pudong, la Walt Disney Company assure son parc d'une bonne desserte routière, de la proximité avec un aéroport et de nombreuses possibilités d'extensions pour le complexe dans l'avenir. En effet, seule la partie nord de Pudong est urbanisée, alors que le sud est rural. Tout comme pour Disneyland Paris, les concepteurs du projet ont choisi un espace privilégié, qui, dans une vingtaine d'années sera très attractif économiquement.
Le 2 avril 2011, la presse annonce que la cérémonie de début des travaux du complexe aura lieu dès le 8 avril 2011,. 
Le 8 avril 2011, lors de la cérémonie de début des travaux, un communiqué officiel annonce l'ouverture du parc à thème Shanghai Disneyland ainsi qu'un centre de divertissement et deux hôtels, pour 2016.
Le 17 janvier 2012, la société chinoise Shanghai Pudong Road émet un lot d'actions de 316 millions d'USD pour financer la construction des routes menant au Shanghai Disney Resort. Le 30 mars 2012, le complexe entame sa première campagne de recrutement. Le 11 avril 2012, la société annonce avoir sécurisé un emprunt de 2 milliards de $ auprès d'un consortium de 12 banques.
Le 8 mars 2013, la société annonce que le parc serait ouvert à la fin d'année 2015. Le 25 octobre 2013, Disney Store annonce l'ouverture d'une boutique géante de 53 000 pieds carrés (4 924 m2) à Shanghai dans le quartier des affaires de Lujiazui,,. Cette boutique comprend un bâtiment de 10 800 pieds carrés (1 003 m2) et un parc paysager doit aussi servir de centre d'information pour le complexe. Elle a ouvert le mercredi 20 mai 2015.
Le 21 janvier 2014, Disney dément les rumeurs de discussion avec Fosun International dans le but de construire un hôtel 4 étoiles dans le complexe de type Atlantis. Le 27 février 2014, PepsiCo et son partenaire chinois Tingyi Holding annoncent un contrat pluriannuel pour distribuer les boissons du groupe dont le Pepsi au Shanghai Disney Resort,, les autres parcs Disney conservant les contrats avec Coca-Cola. Le 28 avril 2014, Disney et Shanghai Shendi Group annoncent ajouter 800 millions d'USD au budget du complexe pour augmenter le nombre d'attractions et offres. Le 13 juin 2014, Disney Theatrical annonce deux nouvelles adaptations de la comédie musicale Le Roi lion, l'une présentée au sein du Shanghai Disney Resort et l'autre à Mexico. La version chinoise sera présentée au Walt Disney Grand Theatre une salle de 1 200 places de style Broadway. Le 1er août 2014, Philippe Gas est nommé Président de Shanghai Disney Resort après plusieurs années à la tête d'Euro Disney,. Le 15 septembre 2014, l'extension de la ligne 11 du métro desservant le Shanghai Disney Resort est achevée. Le 23 septembre 2014, Chevrolet annonce être le partenaire officiel du Shanghai Disney Resort pour les automobiles, sponsorisant une attraction non définie.
Le 2 février 2015, Disney annonce repousser la date d'ouverture du parc de Shanghai Disneyland à mi 2016 au lieu de fin 2015. Le 20 février, Disney annonce un dépassement de budget à 5,5 milliards d'USD au lieu de 4 et l'ouverture du Shanghai Disney Resort pour février 2016 mais l'ajout de nouvelles attractions. Le 14 juillet 2015, Disney dévoile des détails du futur Shanghai Disneyland,,,. Le 7 septembre 2015, la ville de Shanghai demande la fermeture de 153 entreprises polluantes autour de Pudong avant l'ouverture du Shanghai Disney Resort. Le 25 novembre 2015, la ville de Shanghai fait fermer 5 hôtels se réclamant de Disney à proximité du resort,.
Le coût a été initialement estimé à 24,5 milliards de yuans (3,7 milliards de dollars américains) pour le parc à thème seul, accompagné d'un montant supplémentaire de 4,5 milliards de yuans (700 millions de dollars américains). Ce coût est passé à environ 5,5 milliards de dollars américains avant les reports, dus à l'ajout de nouvelles attractions prévues pour ouvrir en même temps que le parc. Ces attractions ont fait augmenter le coût du parc d'environ 800 millions de dollars américains. En plus des attractions et des deux hôtels, la société est en train de construire un système ferroviaire à grande vitesse pour faciliter l'accès au site. La Walt Disney Company possède 43 % de la propriété, tandis que Shanghai Shendi Group (contrôlée par l'État chinois) détient les 57 % restants.

### Prix des tickets à l'ouverture
Les billets pour le parc fut mis en vente le 28 mars 2016, avec un système de tarification à deux vitesses. La plupart du temps, les billets d'une journée pour adultes étaient de ¥ 370, tandis que les billets pour un jour pour enfant et personnes âgées coûtaient ¥ 280 (environ 20 % moins cher qu'Hong Kong Disneyland, dont un billet adulte coûte ¥ 539 pour une journée). Pendant les périodes les plus occupées, y compris les deux premières semaines de fonctionnement du parc, un billet d'une journée pour adultes coûtait ¥ 499, tandis qu'un billet enfant et personnes âgées coûtait ¥ 375. Le parc fut le premier parc Disney à présenter la tarification différenciée.
Selon International Business Times (IBT), l'équivalent en dollars américains du prix des billets de parc coûtaient environ 75 $ pour les adultes et 60 $ pour les enfants en vacances et weekends, et autour de 60 $ pour les adultes et 45 $ pour les enfants en semaine. IBT note qu'« un billet de week-end de deux jours pour deux adultes avec un enfant se rapproche d'un salaire mensuel moyen urbain en Chine ».
Les billets de jours furent vendus en quelques heures après sa mise en vente à minuit, le 28 mars. Toutefois, des billets ont été mis en vente plusieurs jours avant la date d'ouverture officielle.

### 2016-2020: Premières années du complexe
Le 12 janvier 2016, Disney annonce l'ouverture du complexe pour le 16 juin 2016,,. Le 2 mars 2016, Lego annonce l'ouverture d'un Lego Store de 1 000 m2 dans Disneytown pour le 16 juin 2016,. Le 13 mars 2016, avec l'ouverture du complexe de Shanghai Disney Resort, la compagnie aérienne Juneyao Airlines souhaite doubler sa flotte à l'horizon 2020. Le 14 mars 2016, Shanghai Disney Resort signe un contrat d'exclusivité avec la société chinoise Invengo pour qu'elle produise les passeports avec RFID du parc. Le 20 mai 2016, le parc a déjà accueilli près d'un million de visiteurs alors qu'il n'a pas encore ses portes officiellement.
Le 16 juin 2016, le complexe Shanghai Disney Resort est inauguré et officiellement ouvert malgré une inauguration sous la pluie,,.
Le 10 novembre 2016, Bob Chapek annonce l'ouverture d'un Toy Story Land pour 2018 au parc Shanghai Disneyland. Le 25 novembre 2016, Shanghai Disney Resort annonce l'ouverture de deux boutiques dans le terminal 2 (vols intérieurs) de l'aéroport international de Shanghai Hongqiao au printemps 2017 pour faciliter les achats des visiteurs. Le 7 janvier 2017, le Shanghai Disney Resort entame un programme avec les établissements scolaires de Shanghai, universités et institutions locales, pour élargir son bassin d'emploi. Le 16 janvier 2017, le Shanghai Shendi Group annonce que le parc a accueilli près de 6 millions de visiteurs en sept mois d'activités.
Le 25 avril 2017, Disney annonce que la première mondiale du film Pirates des Caraïbes : La Vengeance de Salazar aura lieu à Shanghai Disney Resort le 11 mai dans le Walt Disney Grand Theatre de Disneytown,. Elle se déroule à la date prévue avec Johnny Depp, Orlando Bloom et Javier Bardem et fait partie des rares films américains à sortir d'abord en Chine,,. Le 12 mai 2017, Shanghai Disney Resort annonce avoir accueilli 10 millions de visiteurs en 11 mois d'opération,. Le 16 juin 2017, Shanghai Disneyland annonce 11 millions de visiteurs pour sa première année d'exploitation. Le 6 décembre 2017, Shanghai Disney Resort annonce l'ouverture du Toy Story Land pour avril 2018.
Le 26 avril 2018, Toy Story Land ouvre au Shanghai Disney Resort,,, accompagné par la présentation d'un avion de la China Eastern Airlines avec une livrée Toy Story. Le 14 mai 2018, le Shanghai Disney Resort annonce la première d'une version en mandarin de la comédie musicale La Belle et la Bête au Walt Disney Grand Theatre de Disneytown pour le 14 juin 2018,. Le 29 mai 2018, à l'instar des autres parcs, Shanghai Disney Resort lance un événement sportif, la course Disney Inspiration Run prévue pour mi-septembre 2018.
Le 19 juillet 2019, Shanghai Disney Resort annonce la troisième édition des courses Disney Inspiration Run en octobre, avec des parcours de 3,5, 5 et l'un pour enfants. Le 1er août 2019, le complexe ajoute des menus végan dans ses restaurants. Le 10 août 2019, Shanghai Disney Resort ferme ses portes en raison du cyclone Lekima.

### Depuis 2020: Fermeture à cause du COVID-19
Le 25 janvier 2020, le complexe ferme pour la première fois de son histoire en raison de la pandémie de Covid-19. Le 9 mars 2020, Disneytown, Wishing Star Park, et le Shanghai Disneyland Hotel rouvrent avec des horaires limités, mais le parc reste fermé. Les visiteurs sont soumis à des mesures d'hygiène strictes avec port d'un masque obligatoire, prise de température, etc.
La réouverture, partielle, du parc a lieu le 11 mai 2020 mais avec de nombreuses mesures restrictives appliquées (nombre de visiteurs limité à 30% de la capacité normale du parc, spectacles annulés, port du masque obligatoire, contrôles de température, etc.)

## Le complexe
Le complexe comprend actuellement :
- le parc Shanghai Disneyland
- une zone commerciale du nom de Disneytown
- une zone piétonne, Broadway Boulevard et un lac devant le parc
- Les hôtels
  - Shanghai Disneyland Hotel  (400 chambres)
  - Toy Story Hotel (600 chambres)
- Les transports
  - une station de la Ligne 11 du Métro de Shanghai.

## Galerie

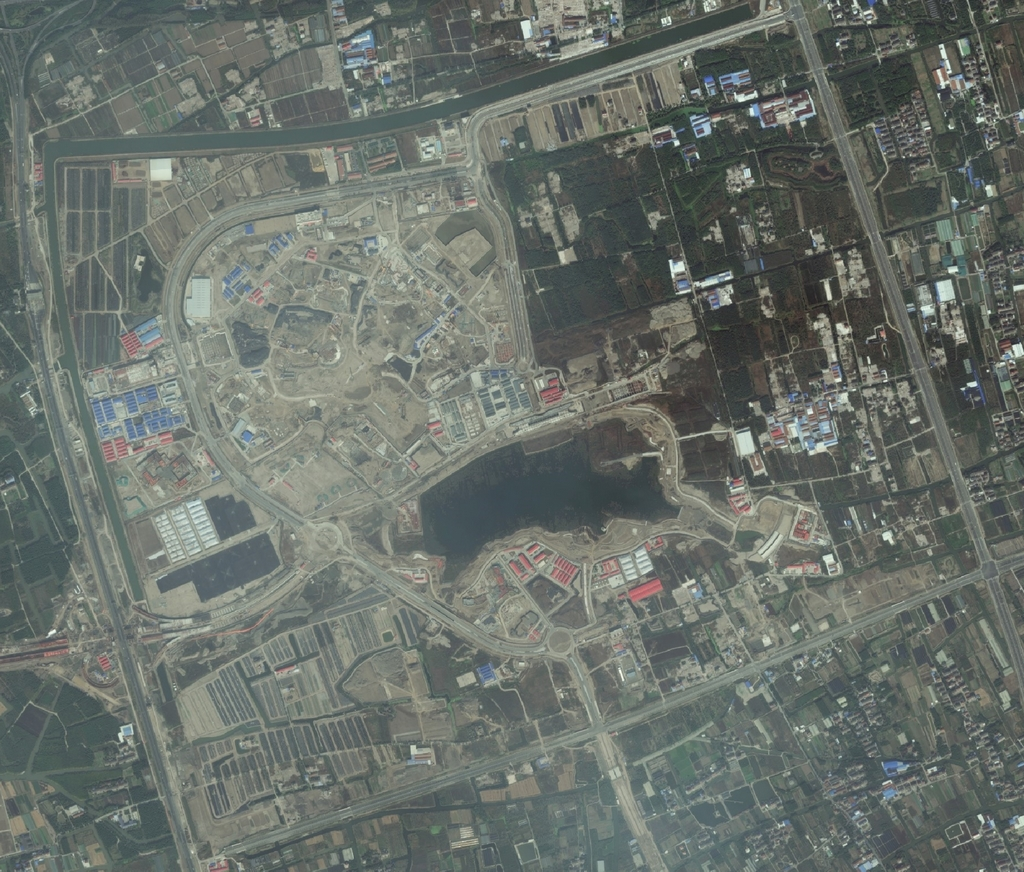
Vue satellite du complexe Shanghai Disney Resort en construction.
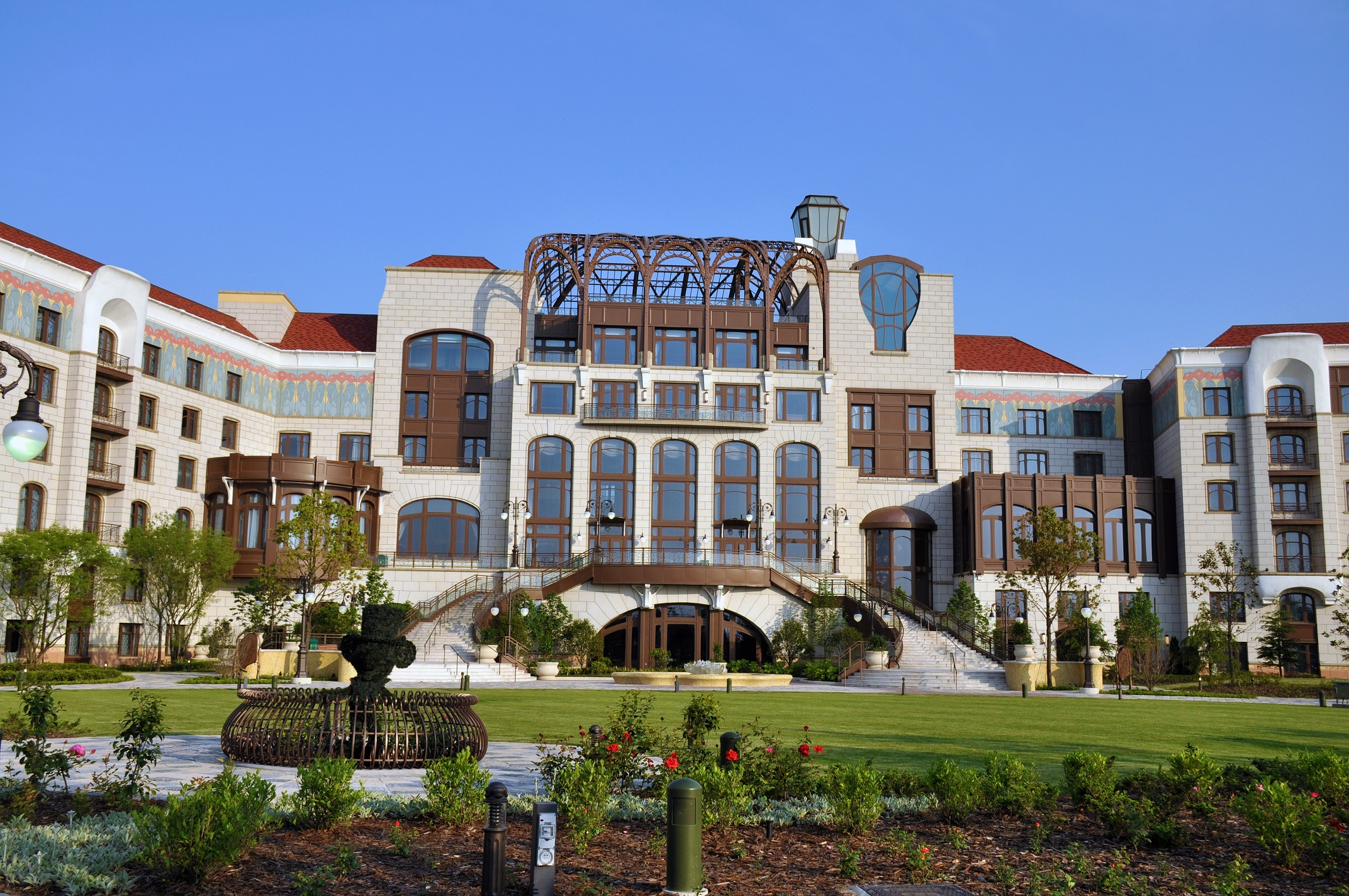
L'hôtel Disneyland.
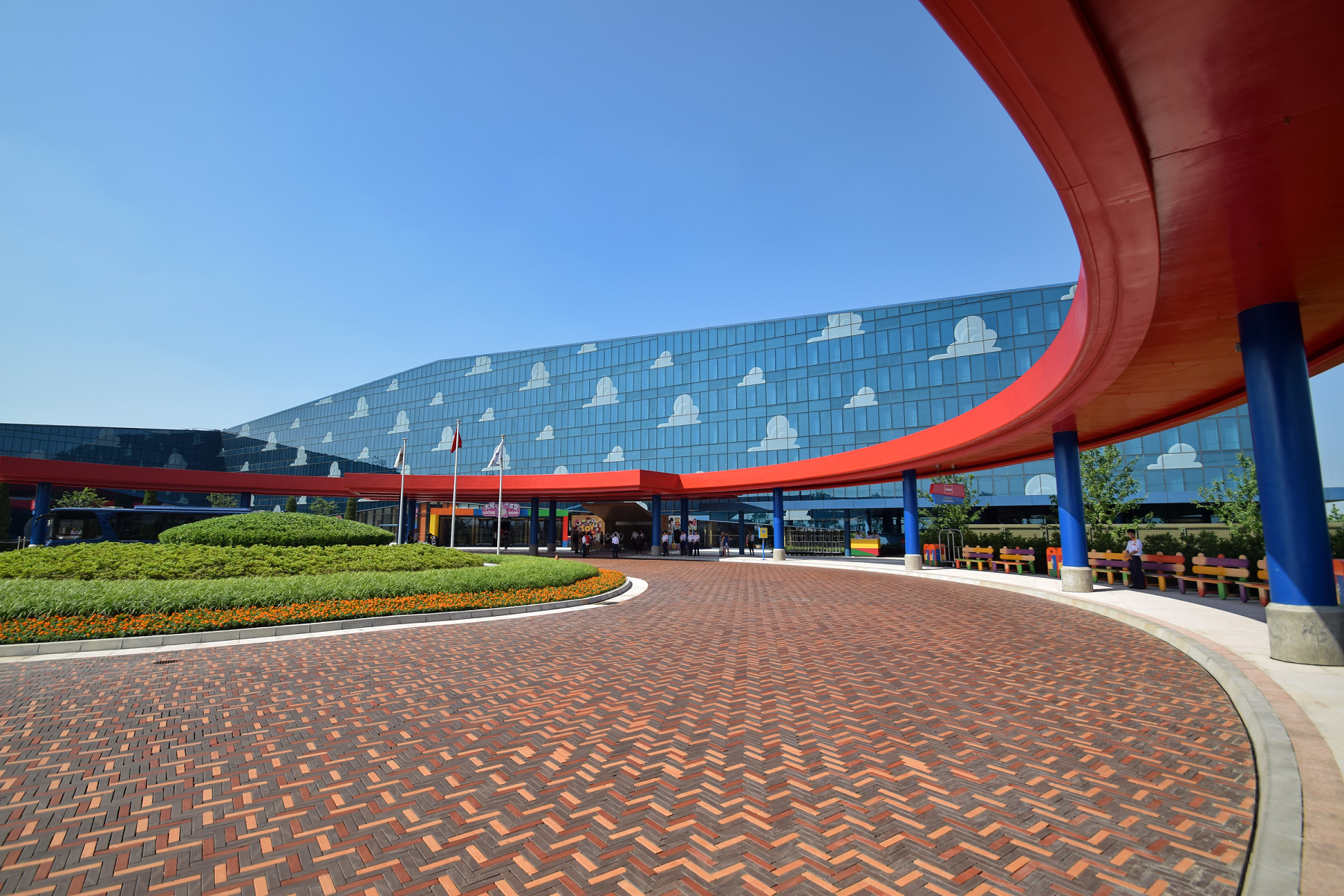
Le Toy Story Hotel.
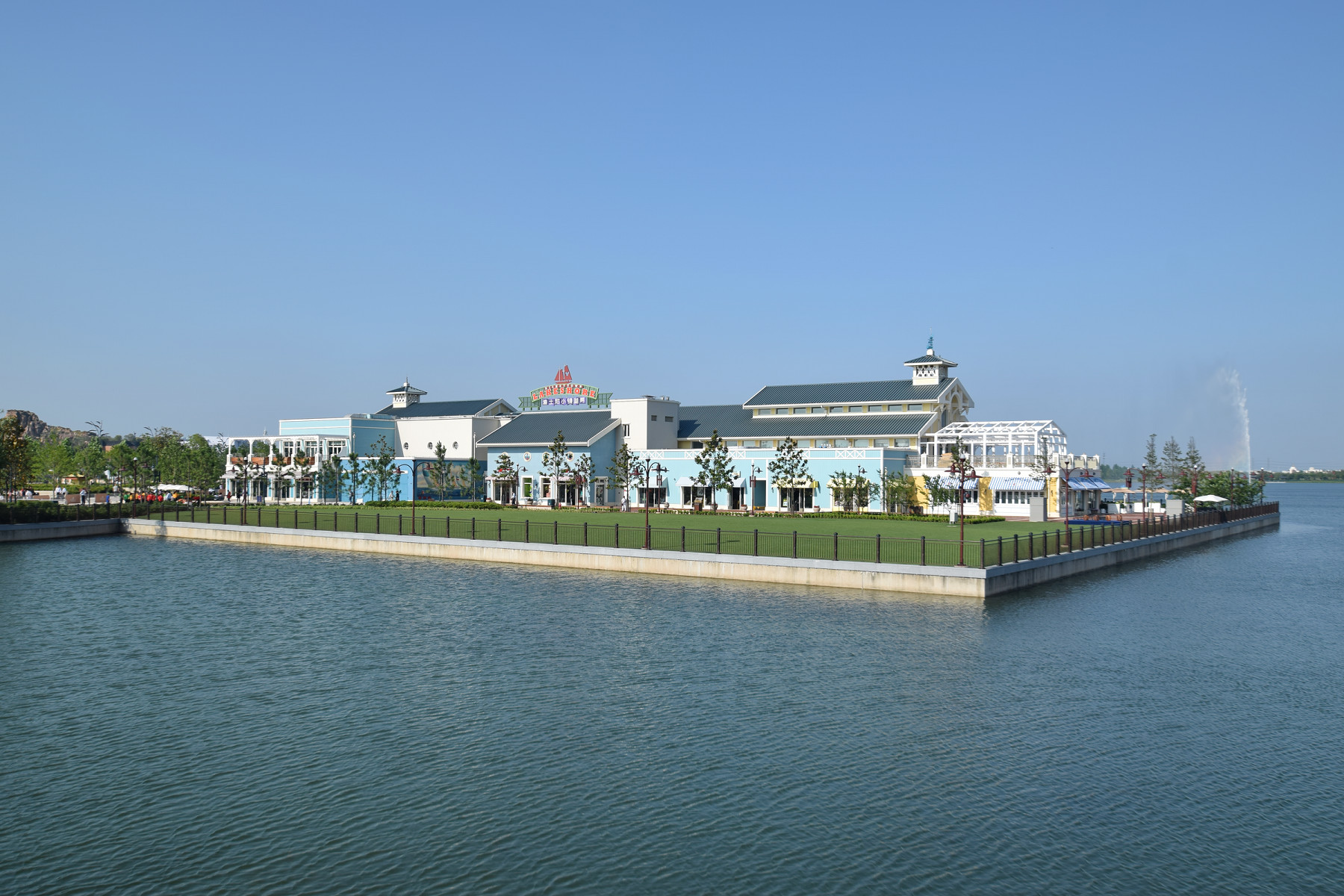
Espace commercial en bordure du lac.
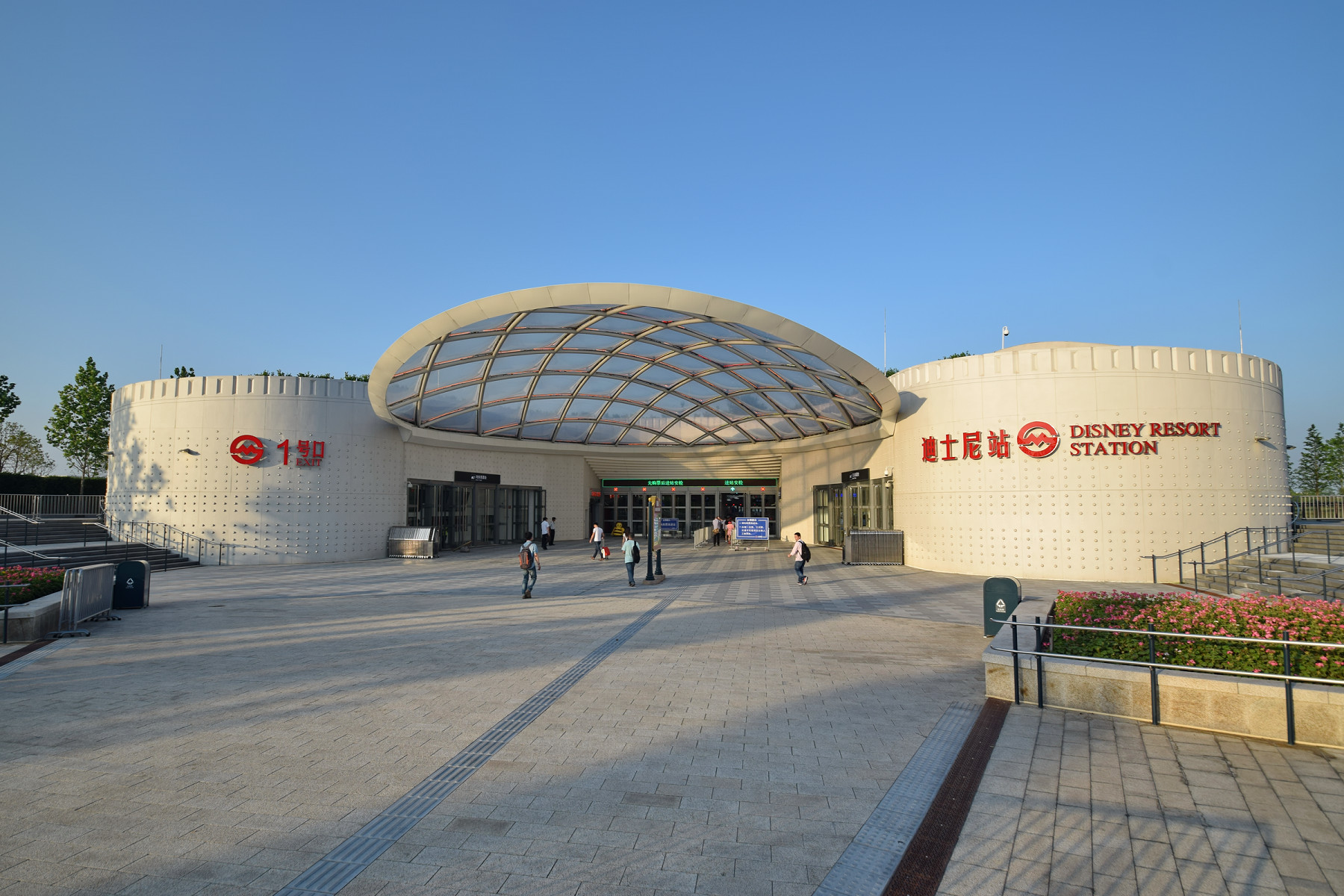
Extérieur de la station de Métro de Shanghai.
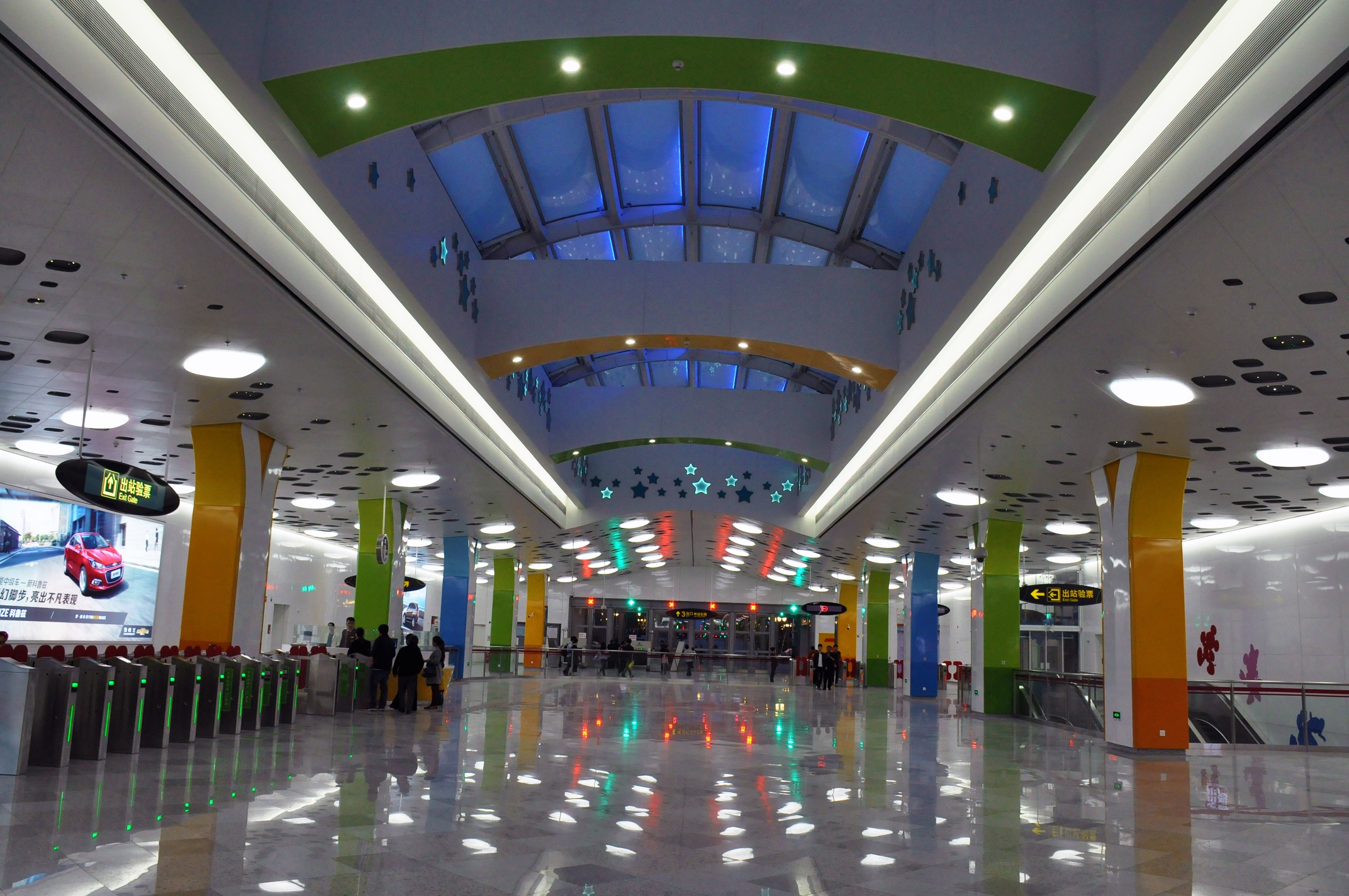
Intérieur de la station de Métro de Shanghai.
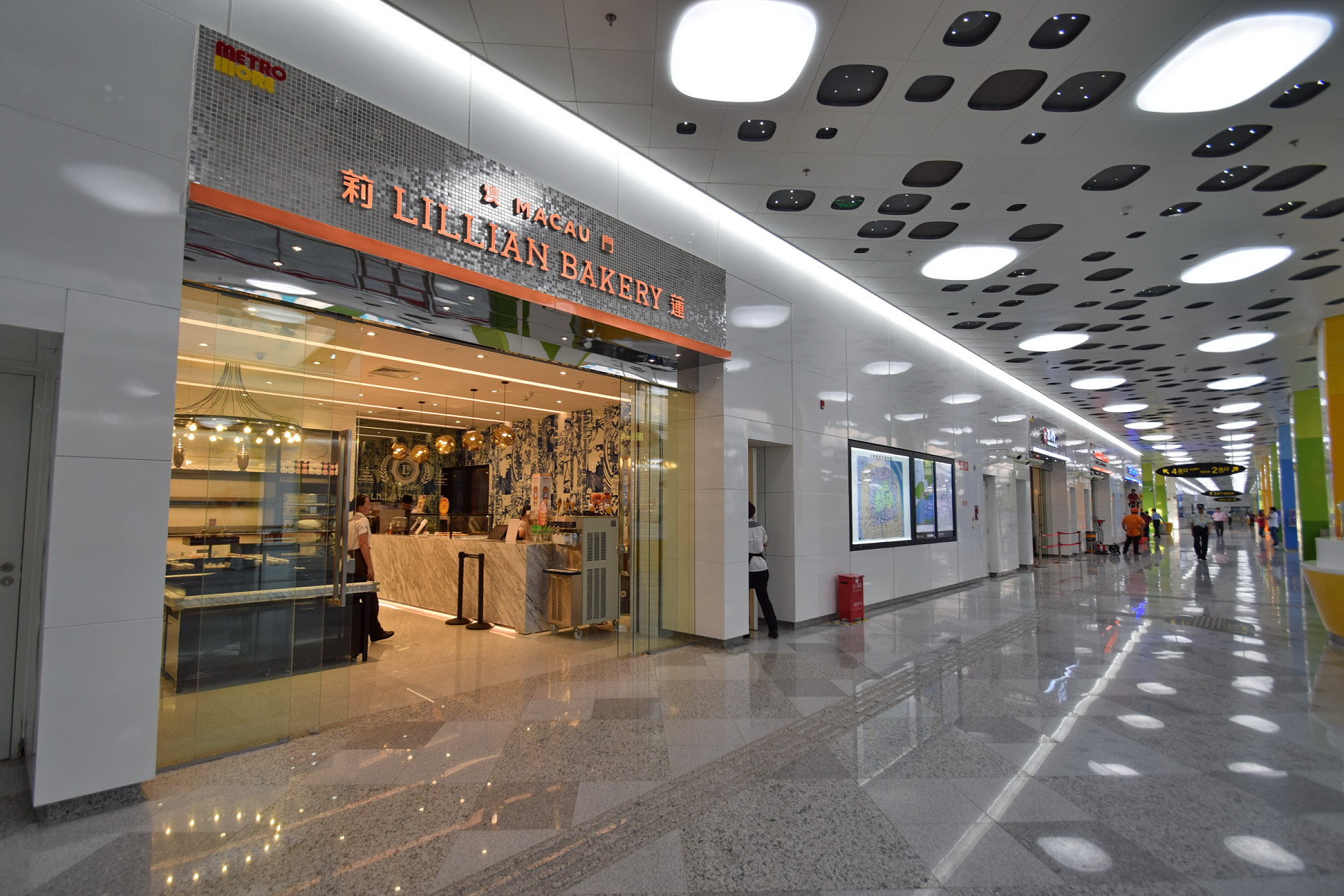
Boutique dans la station de Métro de Shanghai.
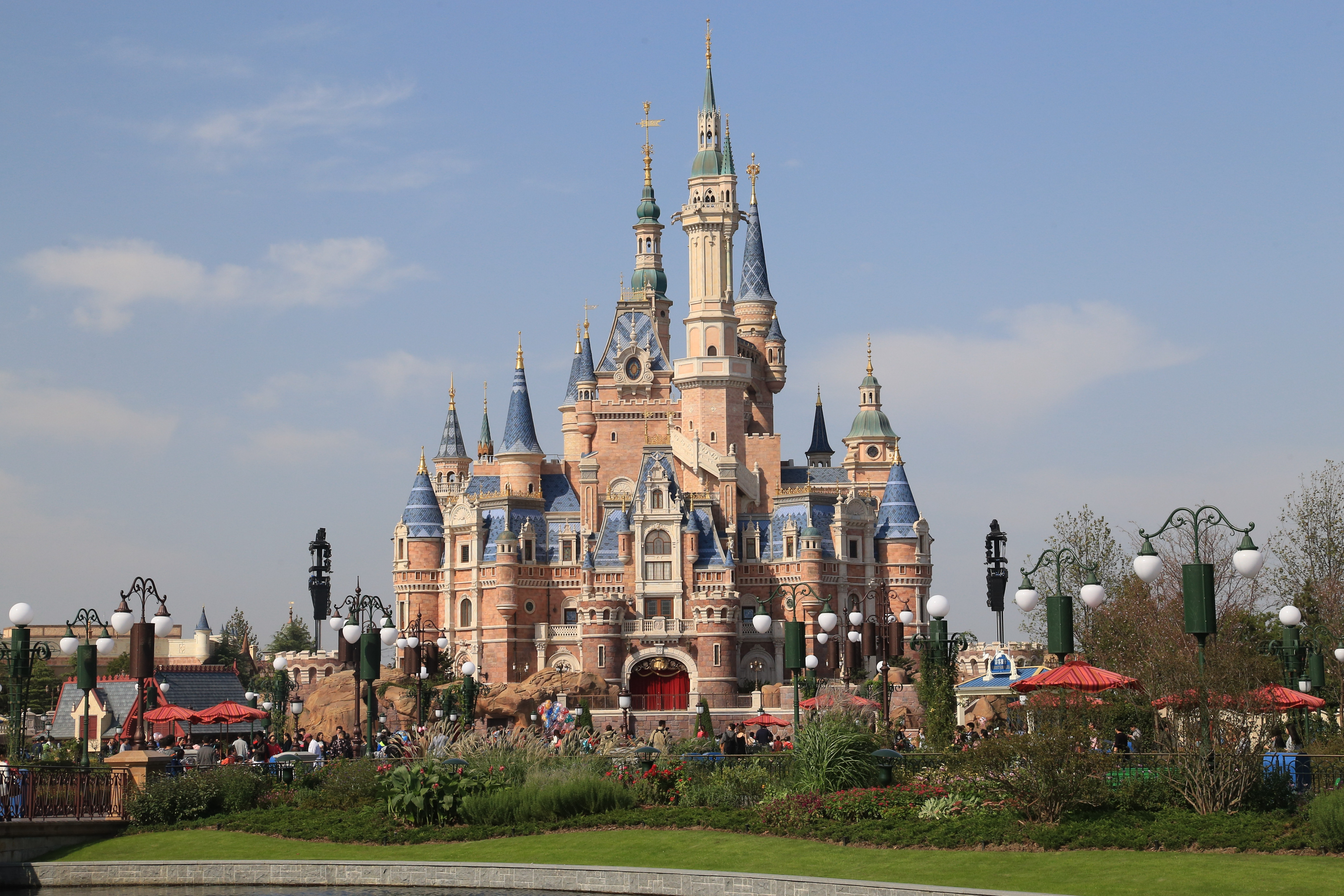
L'"Enchanted Storybook Castle", symbole du complexe.

### Données opérationnelles
| Parc | Shanghai Disneyland |
| ---- | ------------------- |
| 2016 | 5 600 (21)          |
| 2017 | 11 000 (8)          |
| 2018 | 11 800 (8)          |
| 2019 | 11 210 (10)         |